# Eurithia breviunguis
Eurithia breviunguis là một loài ruồi trong họ Tachinidae.